# Tenuisentidae
Tenuisentidae, porodica parazitskih crva bodljikave glave iz reda Neoechinorhynchida, razred Eoacanthocephala. Sastoji se od dva roda s po jednom vrstom u svakoj, to su. Paratenuisentis (Paratenuisentis ambiguus, Van Cleave, 1921) i Tenuisentis (Tenuisentis niloticus, Meyer, 1932)

## vanjske poveznice
- Tenuisentidae (Spiny-headed worm)  Arhivirana inačica izvorne stranice od 6. ožujka 2016. (Wayback Machine)